# Chojniak
Chojniak (deutsch Löbelshof) ist ein kleiner Ort in der polnischen Woiwodschaft Ermland-Masuren, der zur Gmina Ełk (Landgemeinde Lyck) im Powiat Ełcki (Kreis Lyck) gehört.

## Geographische Lage
Chojniak liegt im südlichen Osten der Woiwodschaft Ermland-Masuren, zehn Kilometer nördlich der Kreisstadt Ełk (Lyck).

## Geschichte
Löbelshof, bestehend aus einem großen Hof, wurde 1898 erstmals erwähnt. Es war ein Wohnplatz in der Gemeinde Stradaunen (polnisch Straduny) im gleichnamigen Amtsbezirk, der bis 1945 bestand und zum Kreis Lyck im Regierungsbezirk Gumbinnen (ab 1905 Regierungsbezirk Allenstein) in der preußischen Provinz Ostpreußen gehörte.
In Kriegsfolge kam der Ort 1945 mit dem gesamten südlichen Ostpreußen zu Polen und erhielt die polnische Bezeichnung Chojniak. Heute ist der Weiler (polnisch osada) Sitz eines Schulzenamtes (polnisch sołectwo) und somit eine Ortschaft im Verbund der Gmina Ełk im Powiat Ełcki, bis 1998 der Woiwodschaft Suwałki, seither der Woiwodschaft Ermland-Masuren zugehörig.

## Religionen
Löbelshof war bis 1945 in die evangelische Kirche Stradaunen innerhalb der Kirchenprovinz Ostpreußen der Evangelischen Kirche der Altpreußischen Union sowie in die katholische Pfarrkirche St. Adalbert in Lyck im Bistum Ermland eingepfarrt.
Heute gehört Chojniak katholischerseits zur Pfarrei in Straduny im Bistum Ełk der Römisch-katholischen Kirche in Polen. Die evangelischen Einwohner halten sich zur Kirchengemeinde in Ełk, einer Filialgemeinde der Pfarrei in Pisz (Johannisburg) in der Diözese Masuren der Evangelisch-Augsburgischen Kirche in Polen.

## Verkehr
Chojniak ist über eine Nebenstraße von der polnischen Landesstraße 65 (einstige deutsche Reichsstraße 132) nördlich von Straduny aus zu erreichen. Eine Bahnanbindung besteht nicht.